# Aculops pedicularis
Aculops pedicularis är en spindeldjursart som först beskrevs av Alfred Nalepa 1892.  Aculops pedicularis ingår i släktet Aculops, och familjen Eriophyidae. Arten är reproducerande i Sverige.